# Зофія Ганель
Зофія (Софія) Ганель (іноді Зофія Ганльова) — дружина львівського патриція Станіслава Ганеля, меценатка. Була власницею «Ганлівської» кам'яниці на площі Ринок, 4, «ланів у кінці Свинориї» — низовини теперішнього Стрийського парку і вгору до костелу святої Софії.
Фундаторка у Львові: 

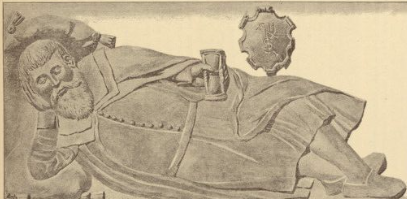
Надгробок Станіслава Ганеля

- першого дерев'яного костелу єзуїтів (каплиці)[3], дерев'яного костелу Святої Софії (1614, невеликий бароковий храм)[4].
- колегіуму єзуїтів (одна з кількох)[1].

Пам'ятний надгробок з епітафією латинською мовою її чоловіка (на думку В. Лозинського, дивом) зберігся у Львівській латинській катедрі:
Славетному Станіславові Ганелю, громадянину львівському, померлому дня 17 листопада року Божого 1570, цей пам'ятник поставила достойна жона Софія. Сьогодні мені, завтра — тобі.